# Zbigniew Karkowski

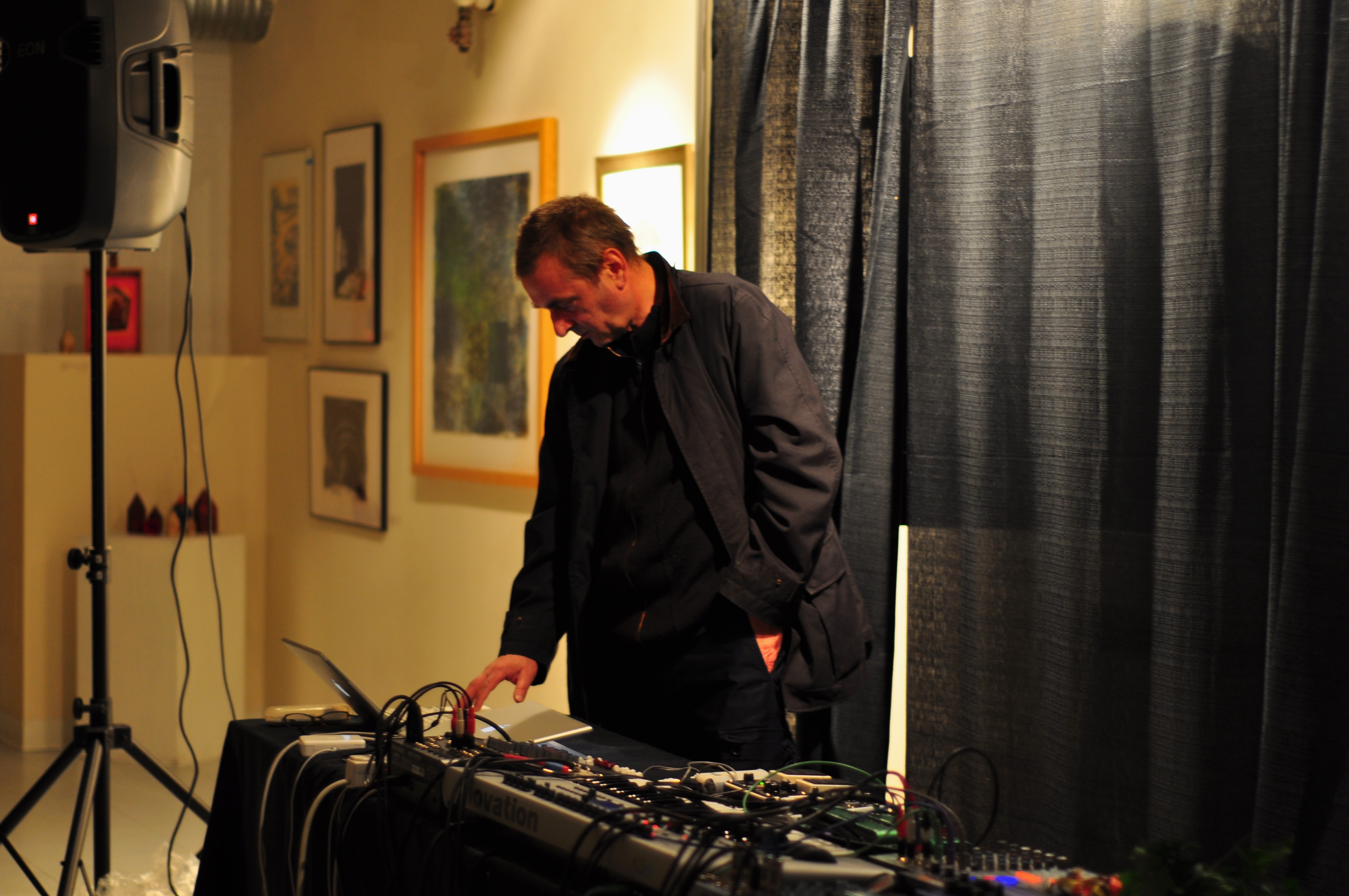
Zbigniew Karkowski

Zbigniew Karkowski (* 17. März 1958 in Krakau, Polen; † 12. Dezember 2013 in Peru) war ein avantgardistischer Komponist und Musiker im Bereich der elektronischen und elektro-akustischen Musik. Er beschäftigte sich hauptsächlich mit radikaler elektronischer Flächenklanggestaltung und verstand seine Musik als Einspruch gegen die akademische Neue Musik, die ihre Wurzeln aus dem 19. Jahrhundert nicht loswerde.

## Leben und Wirken
Karkowski studierte Komposition und Musikästhetik (moderne Musik) in Göteborg und Computermusik an der Technischen Hochschule Chalmers. Nachdem er seine Ausbildung in Schweden beendet hatte, studierte er ein Jahr lang Sonologie am Königlichen Konservatorium Den Haag. Seit 1994 lebte und arbeitete er in Tokio und war in der dortigen Underground-Noise-Szene aktiv.
Karkowski arbeitete mit akustischen und elektro-akustischen Instrumenten. So hat er Stücke für große Orchester geschrieben wie auch eine Oper und unterschiedliche Kammermusikstücke, die von diversen Ensembles in Schweden, Polen und Deutschland aufgeführt wurden. Mit Edwin van der Heide und Atau Tanaka war er Gründungsmitglied des elektroakustischen Musik-Performance-Trios Sensorband. Auf den meisten seiner etwa 60 Alben arbeitete Karkowski mit Dokumentationen und Bearbeitungen bis hin zu einfachen Dekorationen von Field Recordings. Bei der Bearbeitung fallen unterschiedliche Störsignale (vor allem Distortions) besonders auf.
Mit der Formation Sensorband erfand und verwirklichte Karkowski ein monumentales, 120 m² großes Musikinstrument namens Soundnet. Für Mutation (1999) erlangte er Aufnahmeerlaubnis in einem Tempel in Kyōto.
Er starb im Dezember 2013 an Bauchspeicheldrüsenkrebs.

## Diskografie (Auswahl)
- Bad Bye Engine (Radium 226.05 1984)
- Uexkull (Anckarström 1991)
- Phauss / Karkowski / Bilting (Silent 1992)
- Disruptor (OR 1998)
- World As Will (Staalplaat 1998)
- Mutation (ERS 1999)
- Choice of Points for the Application of Force (Ytterbium 2000)
- It (Mego 2000)
- Reverse Direction and Let the Sound Reach Out to You (Firework Edition Records 2000)
- Whint (.Absolute. 2000), mit Francisco López
- Function Generator (Sirr 2001)
- Consciously Unconscious Unconsciously Conscious (Metamkine 2002)
- World As Will II (23five 2002)
- ElectroStatics (Post Concrete 2003)
- Turnoff (Noise Asia 2003)
- Attuning / Attending (Musica Genera 2004)
- Intensifier (walnut + locust 2004)
- KHZ (Auscultare Research 2005)
- One and Many (Sub Rosa 2005)
- Live at Waterland Kwanyin (Kwan Yin Records 2006)
- Continuity (Asphodel 2007)
- Divide by Zero (Antifrost 2007)
- 9 Before 9 (Blossoming Noise 2008) mit Damion Romero

## Publikation
- Zbigniew Karkowski: Physiques sonores. Van Dieren, Paris 2008, ISBN 978-2-911087-67-7.